# Tableau des médailles des Jeux paralympiques d'hiver de 1976
Le tableau des médailles des Jeux paralympiques d'hiver de 1976 donne le classement, selon le nombre de médailles gagnées par leurs athlètes, des pays participant aux Jeux paralympiques d'hiver de 1976, qui se tiennent à Örnsköldsvik (Suède) du 21 au 28 février 1976.

## Classement
D'après le règlement du Comité international paralympique, aucun classement des pays n'est reconnu à titre officiel et le tableau des médailles n'est donné qu'à titre informatif. Les nations sont classées selon le nombre de médailles d'or, puis d'argent et de bronze de leurs athlètes. En cas d'égalité, les pays sont classés selon leur code CIO. Dans les sports par équipes, les victoires sont comptabilisées comme une seule médaille.
Note : Ce tableau reflète le classement final au terme des Jeux, sur le site officiel.
- Pays organisateur (Suède)

| Rang  | Nation               | Or | Argent | Bronze | Total |
| ----- | -------------------- | -- | ------ | ------ | ----- |
| 1     | Allemagne de l'Ouest | 10 | 12     | 6      | 28    |
| 2     | Suisse               | 10 | 1      | 1      | 12    |
| 3     | Finlande             | 8  | 7      | 7      | 22    |
| 4     | Norvège              | 7  | 3      | 2      | 12    |
| 5     | Suède                | 6  | 7      | 7      | 20    |
| 6     | Autriche             | 5  | 16     | 14     | 35    |
| 7     | Tchécoslovaquie      | 3  | 0      | 0      | 3     |
| 8     | France               | 2  | 0      | 3      | 5     |
| 9     | Canada               | 2  | 0      | 2      | 4     |
| Total | Total                | 53 | 46     | 42     | 141   |